# Welshampton
Welshampton är en ort i civil parish Welshampton and Lyneal, i distriktet Shropshire, Storbritannien. Den ligger i grevskapet Shropshire i riksdelen England, i den södra delen av landet, 240 km nordväst om huvudstaden London. Welshampton ligger 100 meter över havet och antalet invånare är 839. Welshampton var en civil parish fram till 1988 när blev den en del av Lyneal & Welshampton. Civil parish hade 388 invånare år 1961. Byn nämndes i Domedagsboken (Domesday Book) år 1086, och kallades då Hantone.
Terrängen runt Welshampton är platt. Runt Welshampton är det ganska tätbefolkat, med 86 invånare per kvadratkilometer. Närmaste större samhälle är Wrexham, 18,3 km nordväst om Welshampton. Trakten runt Welshampton består till största delen av jordbruksmark.